# آنیتا هگرلند
آنیتا هگرلند (انگلیسی: Anita Hegerland؛ زادهٔ ۳ مارس ۱۹۶۱) یک موسیقی‌دان اهل نروژ است.